# ESV Lok Südost Magdeburg

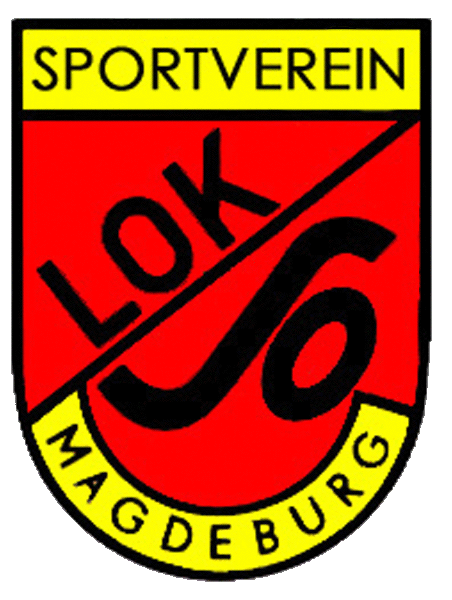
Vereinslogo LSO

Der ESV Lok Südost Magdeburg ist ein im Magdeburger Stadtteil Westerhüsen ansässiger Sportverein. Als BSG Lok Südost wurde der Verein 1962/63 DDR-Meister im Hallenhandball.

## Geschichte
Die Ursprünge des Vereins liegen im Arbeitersport der 1910 nach Magdeburg eingemeindeten Orte Westerhüsen und Salbke. Die Beschäftigten des Reichsbahnausbesserungswerkes Salbke, des Wasserwerks, einer Seifenfabrik und der Glashütten hatten sich zur Sportausübung zusammengeschlossen. Der Verein wurde jedoch in der Zeit des Nationalsozialismus aufgelöst.
Am 26. September 1950 wurde die Betriebssportgemeinschaft Lokomotive Südost Magdeburg als Betriebssportgemeinschaft des Reichsbahnausbesserungswerks (RAW) gegründet. Zunächst hatte die Gemeinschaft 300 Mitglieder. Auf dem Gelände des ehemaligen Zwangsarbeiterlagers Diana in Westerhüsen wurde der Sportplatz Tonschacht gebaut. Als erste Sektion war die Sektion Turnen entstanden, die mit 30 männlichen Turnern schon 1949 an überregionalen Wettkämpfen im Geräteturnen teilnahm. Es bildete sich dann auch Mannschaften für Frauen und Kinder.
Nach der politischen Wende von 1989/90 nahm die BSG den Status eines eingetragenen Vereins an und führt seitdem den Namen ESV Lok Südost Magdeburg.

### Fußball

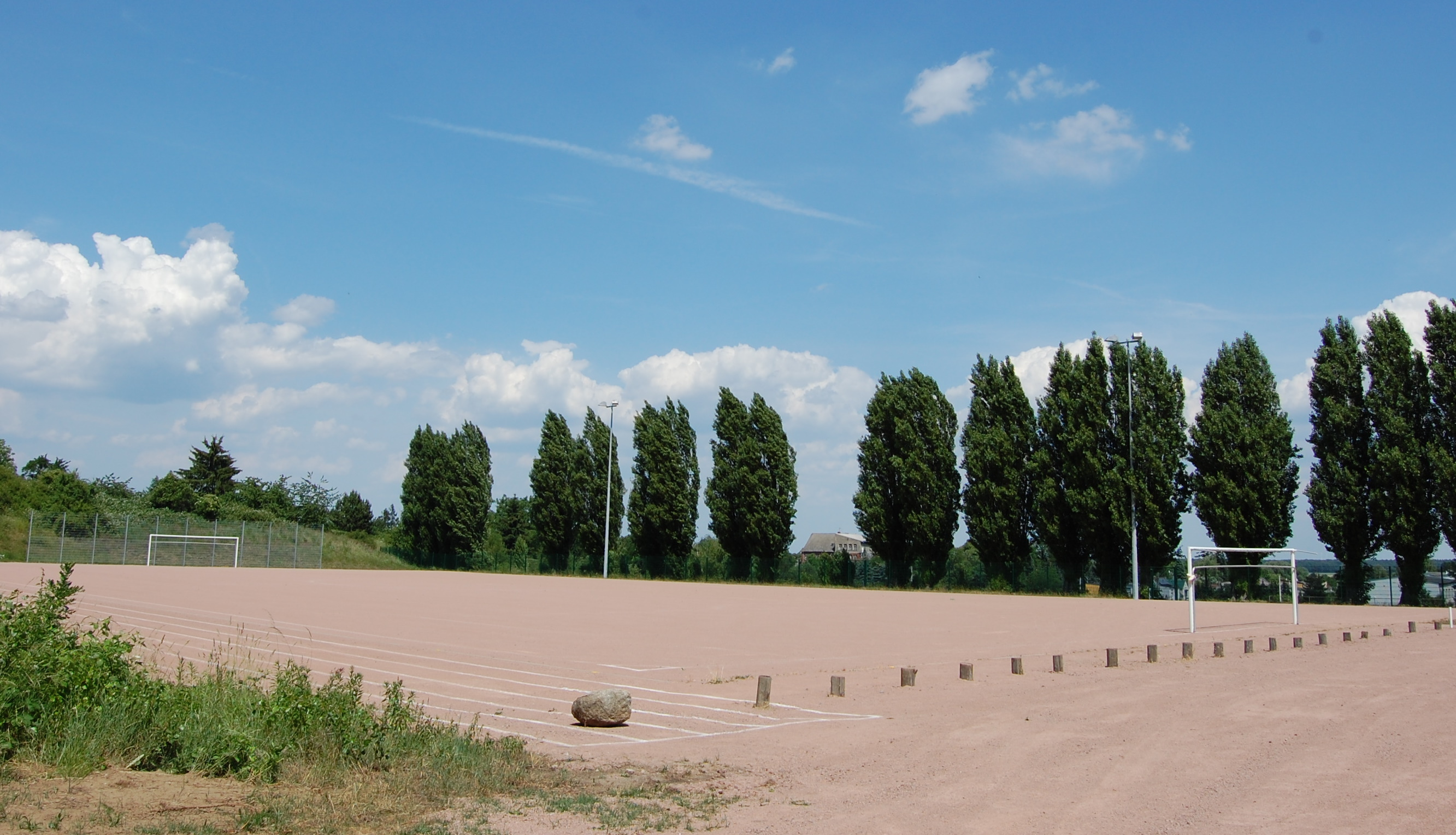
Fußballplatz Tonschacht, 2011

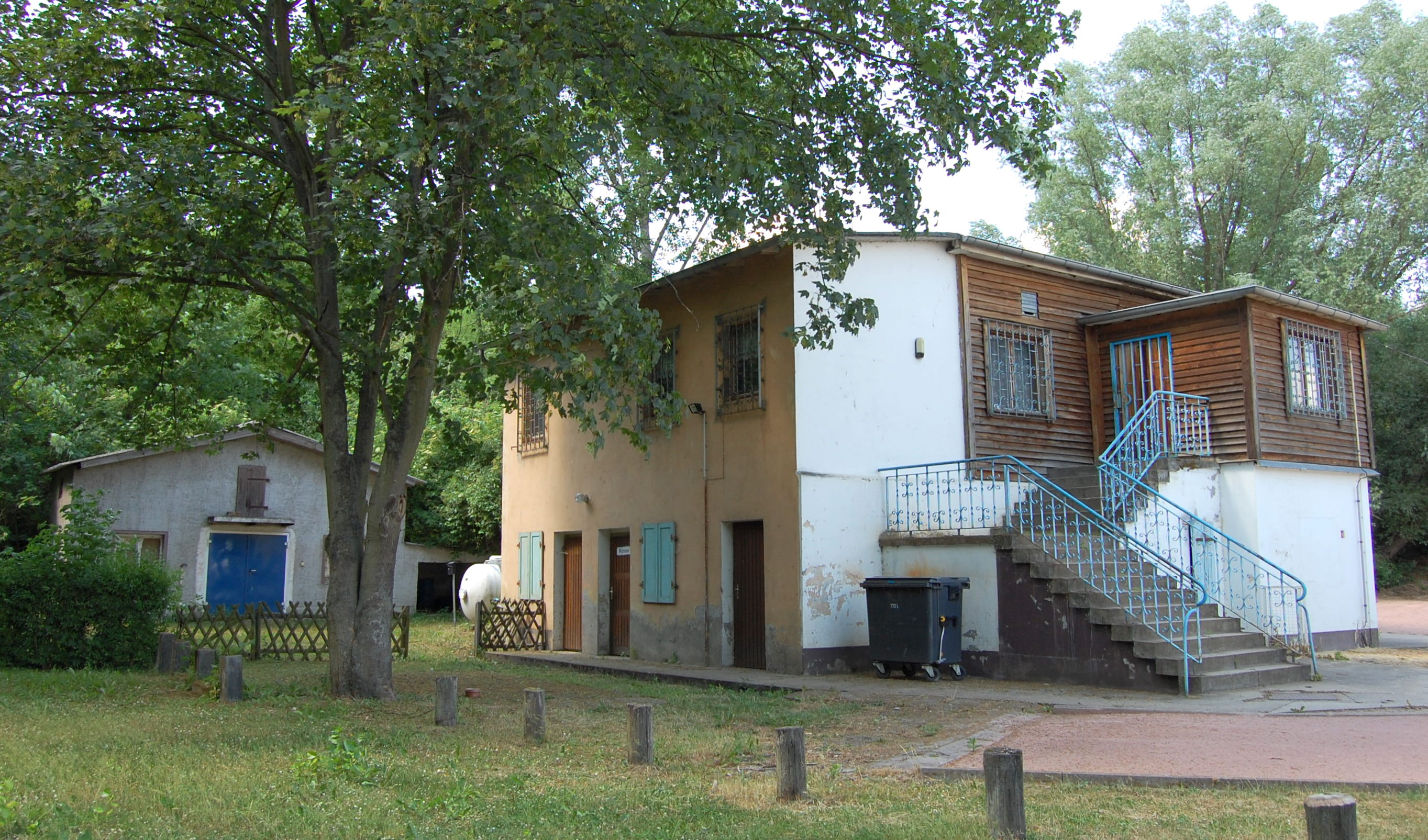
Ehemaliges Gebäude Tonschacht

Die Anfänge der Sektion Fußball gehen ebenfalls auf das Jahr 1949 zurück, in welchem sich Mitarbeiter des Chemiewerks Fahlberg-List und des RAW zu einer Mannschaft zusammenfanden. Ab 1950 nahm eine Herrenmannschaft am Spielbetrieb der 2. Kreisklasse teil, die später in die 1. Kreisklasse aufstieg. Ab 1953 bestanden zwei Herren- und zwei Jugendmannschaften. Im Jugendbereich konnten einige regionale Erfolge erzielt werden, so spielten die Junioren zeitweise in der Bezirksliga. 1975 wurden im Jugendbereich 170 Kinder und Jugendliche betreut, 1977 befanden sich zehn Nachwuchsmannschaften im Spielbetrieb. Heute ist die erste Mannschaft in der Stadtliga Magdeburg aktiv.
Im September 2017 wurde die Sanierung der Sportanlage Tonschacht durch die Einweihung des neuen Sanitärgebäudes abgeschlossen.

### Handball
Erfolgreichste und lange Zeit wichtigste Sektion war die Sektion Handball. Zunächst wurde Feldhandball gespielt. Die Vorläufer der Sektion spielten nach dem Zweiten Weltkrieg zunächst in der Stadtklasse Magdeburg. Bereits 1950 war man in der Landesklasse aktiv. 1951 wurde die erste Mannschaft Landesmeister Sachsen-Anhalts, womit man in die zweithöchste Spielklasse der DDR aufstieg. Von dort stieg die BSG sofort in die Oberliga auf. Im Jahr 1953 wurde man vom Handballverband zur Schwerpunktmannschaft erklärt und besonders gefördert. Die Jugendmannschaft erreichte 1953 und 1954 den DDR-Meistertitel 1955 erreichte man den zweiten Platz im FDGB-Pokal. Bei den Meisterschaften 1955/56 und 1956/57 wurde die BSG Vizemeister. Auch international erzielte man Erfolge. Dreimal beteiligte sich eine Mannschaft am Internationalen Handball-Pfingstturnier um den Grenzlandpokal in Lörrach und wurde 1955 Turniersieger. Der Frauenhandballmannschaft stieg bis in die DDR-Liga auf.
Mit dem Aufkommen des Hallenhandballs stellte auch die BSG Lok Südost auf diese Spielweise um. 1961/62 und 1962/63 zog die BSG jeweils in das Endspiel um die DDR-Meisterschaft ein. Gegner war jeweils die Mannschaft der Deutschen Hochschule für Körperkultur Leipzig. Während man 1961/62 knapp unterlag, gelang 1962/63 unter Trainer Heinz Brückner der Gewinn des Meistertitels. Der größte Teil der Mannschaftsmitglieder waren im Hauptberuf Mitarbeiter des Reichsbahnausbesserungswerkes Salbke. Zur Mannschaft gehörte auch der später ebenfalls als Trainer tätige Klaus Miesner.
Die DDR-Sportpolitik ging dann jedoch dazu über den Leistungssport stärker zu zentralisieren. Die Betriebssportgemeinschaften, so auch die BSG Lok Südost, hatten hinter den Interessen regionaler Sportclubs zurückzustehen. Die besten Spieler der BSG wurden zum SC Magdeburg delegiert. 1965 stieg die BSG in die DDR-Liga, 1975 dann sogar in die Bezirksliga ab. 1976 bildeten die Handballsektionen von Lok Südost und der in Fermersleben ansässigen BSG Motor Südost eine Spielgemeinschaft unter Nutzung einer neu errichteten Halle. Der Spielgemeinschaft gelang 1977 und 1988 der Wiederaufstieg in die DDR-Oberliga, nach jeweils einer Saison stieg man aber wieder ab.

### Wandern, Bergsteigen, Orientierungslauf
Auch eine Ski-Gruppe bestand schon vor der Gründung der BSG. Seit Oktober 1949 übten zunächst elf Sportler, überwiegend Lehrlinge des RAW, den Wintersport aus. Bis 1952 war das Hauptreiseziel dieser Gruppe der Harz. Auch später bestanden in Schierke Trainingsmöglichkeiten. In den Sommermonaten betrieb man Wandern und Bergsteigen. Aus diesen Anfängen entwickelte sich die Sektion Wandern, Bergsteigen, Orientierungslauf. Regelmäßig liefen Sportler der Gruppe beim Rennsteiglauf und beim Harzgebirgslauf mit. Seit 1964 erfolgten Teilnahmen an internationalen Bergsteigertreffen. Sektionsmitglied Bernd Wilke nahm 1974 mit einer DDR-Mannschaft an der Besteigung des 7105 m hohen Pik Korschenewskaja im Pamir teil. 1975 stiegen zwei Mitglieder auf den ebenfalls im Pamir gelegenen 7134 m hohen Pik Lenin. Die normalen Klettergebiete der Gruppe befanden sich allerdings auch weiterhin im Harz bzw. im Elbsandsteingebirge. Die Bergsteigergruppe verfügte über eine Hütte in Drei-Annen-Hohne. Die Gruppe wurde bis 1989 auch regelmäßig bei Bauarbeiten in großen Höhen eingesetzt.
Weitere Sektionen waren Segeln und Kanu. 1988 zählte die BSG 1260 Mitglieder, die in neun Sektionen und zwei Sportgruppen aktiv waren.

### Vereins-Entwicklung nach 1989
Nach den wirtschaftlichen Veränderungen durch die Wende 1989/90 konnte das System der Betriebssportgemeinschaften nicht mehr weitergeführt werden. Das betraf auch den ESV, insbesondere durch den Niedergang des Reichsbahnausbesserungswerkes, dem bisherigen Trägerbetrieb, der 1998 endgültig geschlossen wurde. 1994 war die Mitgliederzahl auf 368 Personen zurückgegangen. Es bestanden noch die Abteilungen Bergsteigen, Fußball, Gymnastik, Judo, Kanu, Tischtennis und Volleyball.
Die Abteilung Fußball spielt mit der ersten Mannschaft in der Magdeburger Stadtliga (Stand 2018). Die Abteilung Tischtennis nimmt ebenfalls am Punktspielbetrieb in Magdeburg teil (I. Mannschaft: 2. Stadtklasse, II. Mannschaft: 4. Stadtklasse, Stand 2018). Es besteht noch eine Abteilung Gymnastik, die reinen Freizeitsport betreibt.